# Wybory parlamentarne na Grenlandii w 2014 roku
Wybory parlamentarne na Grenlandii odbyły się 28 listopada 2014 roku.

## Podłoże
Przedterminowe wybory parlamentarne zostały przeprowadzone po tym, jak premier Aleqa Hammond zrezygnowała z urzędu w wyniku skandalu związanego z nadużyciami finansowymi.  

## System wyborczy
31 członków parlamentu wybieranych jest w wyborach proporcjonalnych w okręgach wielomandatowych. Mandaty przydzielane są przy użyciu metody d'Hondta.

## Wyniki
Wybory parlamentarne z wynikiem 34,30% głosów poparcia wygrała partia Siumut. Osiągnięty rezultat przełożył się na 11 mandatów. Frekwencja wyborcza wyniosła 72,90%. 
|  | Partia                              | Głosy  | Procent | Mandaty | Mandaty +/– |
|  | ----------------------------------- | ------ | ------- | ------- | ----------- |
|  | Siumut                              | 10 108 | 34,3%   | 11      | 3           |
|  | Wspólnota Ludzka                    | 9783   | 33,2%   | 11      |             |
|  | Demokraci                           | 3469   | 11,8%   | 4       | 2           |
|  | Partia Naleraq                      | 3423   | 11,6%   | 3       |             |
|  | Atassut                             | 1919   | 6,5%    | 2       |             |
|  | Partia Inuit                        | 477    | 1,6%    | 0       | 2           |
|  | Niezależni                          | 22     | 0,1%    | 0       | 0           |
|  | Głosy nieważne                      | 288    | –       | –       | –           |
|  | Razem                               | 29 489 | 100%    | 31      | 0           |
|  | Zarejestrowani wyborcy / frekwencja | 40 424 | 72,90   | –       | –           |